# Мокрец (Волынская область)
Мокре́ц (укр. Мокрець) — село в Турийской поселковой общине Ковельского района Волынской области Украины.
До 2020 года входило в Турийский район.
Код КОАТУУ — 0725583101. Население по переписи 2001 года составляет 728 человек. Почтовый индекс — 44840. Телефонный код — 3363. Занимает площадь 3,112 км².